# LNER Clase V2 4771 Green Arrow

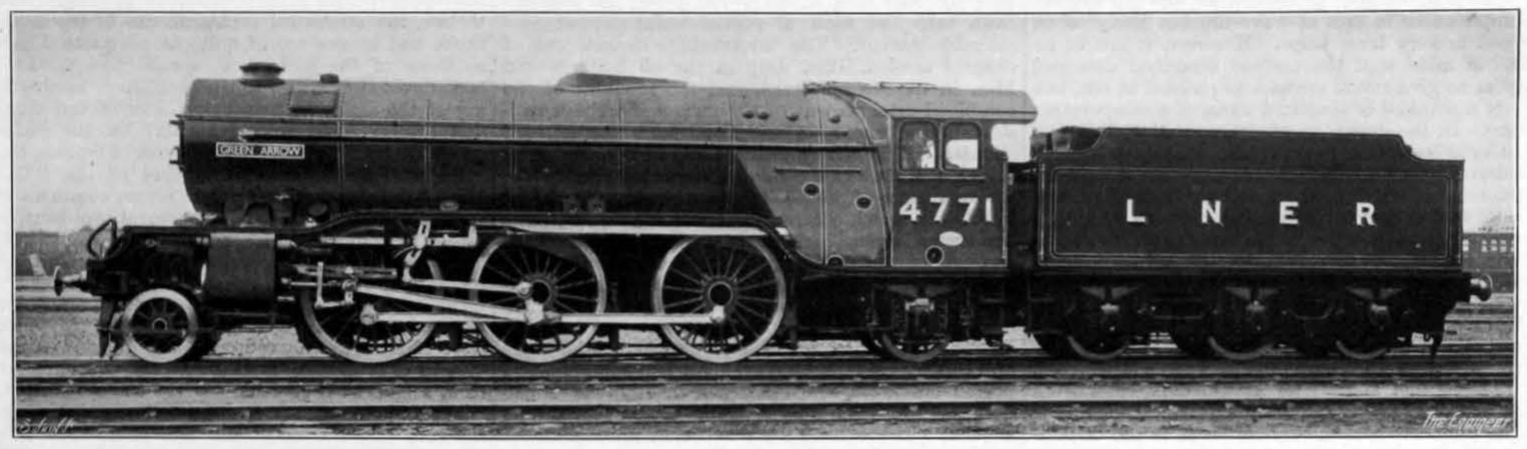
La Green Arrow en 1936

La locomotora de vapor LNER Clase V2 2-6-2, número 4771, Green Arrow (Flecha Verde), se construyó en junio de 1936 para el Ferrocarril de Londres y del Noreste (LNER) en los Talleres Ferroviarios de Doncaster, según un diseño de Nigel Gresley. Es la primera máquina de su clase construida y la única que se conserva. Se concibió para transportar trenes de carga y expresos de pasajeros, y lleva el nombre de un servicio de carga que iva de Aberdeen a Londres.

## Vida operativa
Inicialmente asignada con el número 637, estaba equipada con placas de identificación curvadas por encima de las ruedas motrices centrales. Antes de entrar en servicio con el FL&NE, el número se modificó a 4771, y las placas de identificación curvadas se reemplazaron por placas de identificación rectas, montadas en los lados de la caja de humos, por lo que la placa del constructor (Doncaster Works No. 1837) tuvo que ser reubicada debajo de las ventanas de la cabina.
En 1943 recibió el no. 700,  revisado a 800 en abril de 1946 (aplicado por el FL&NE en noviembre de 1946), y transformado en 60800 por los British Railways en febrero de 1949.

## Preservación

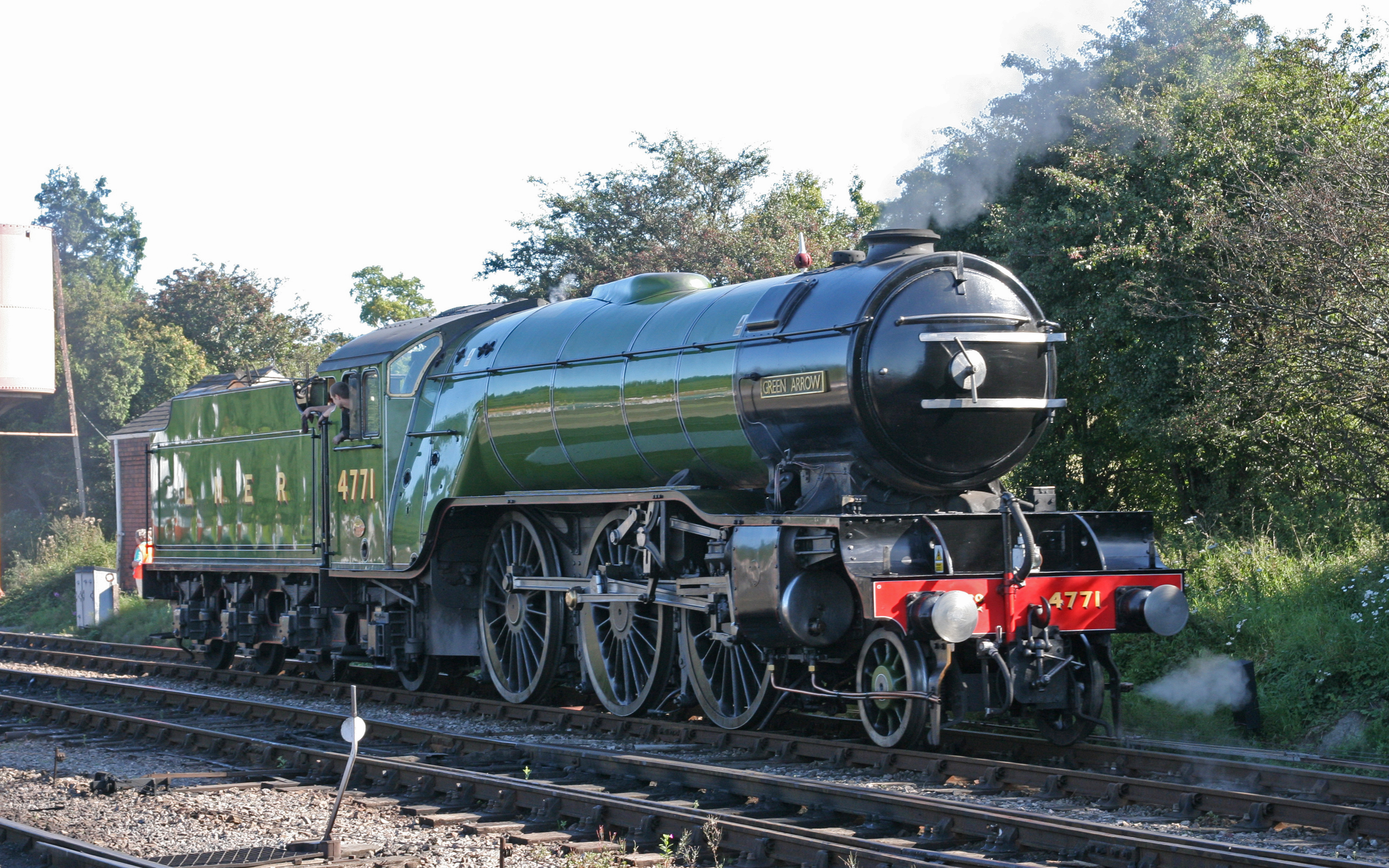
Green Arrow en el GWR en 2007

Retirada del servicio de los British Railways en agosto de 1962, resultó seleccionada para su conservación dentro de la colección nacional, siendo restaurada en los Talleres de Doncaster. 
Con el trabajo completado en abril de 1963, le siguieron casi diez años de almacenamiento, durante los cuales se trasladó varias veces. Se llevó de Doncaster a Hellifield en octubre de 1964; y a Wigston en 1967, que se suponía que sería el hogar temporal final, ya que se planteó que la Green Arrow se convirtiera en una de las piezas en exhibición permanente en un Museo Municipal que se propuso para la cercana ciudad de Leicester. Sin embargo, antes de que el museo estuviera listo, se programó la demolición del depósito de locomotoras de Wigston, y la Green Arrow se envió al sur, a las cocheras de Preston Park de la Pullman Car Company en septiembre de 1970. El Museo Nacional del Ferrocarril (NRM) se estaba planificando por entonces, y en noviembre de 1971 se seleccionó a la Green Arrow para la Colección Nacional, cuyos elementos formarían la exhibición principal del museo. La locomotora se trasladó nuevamente, esta vez al depósito de Norwich en enero de 1972, donde volvió a funcionar. El primer viaje de prueba, a Ely, se realizó el 28 de marzo de 1973. Luego comenzó una serie de recorridos a la cabeza de trenes especiales, antes de ser trasladada a Carnforth el 2 de julio de 1973. En septiembre de 1979, la Green Arrow arrastró el The Centenary Express, como parte de una gira de exhibición del país organizada por Travelers Fare para celebrar el centenario del servicio de comidas en los trenes. La máquina se conservó activa hasta que fue retirado del servicio el 21 de abril de 2008, poco antes de que expirara el certificado de su caldera. 

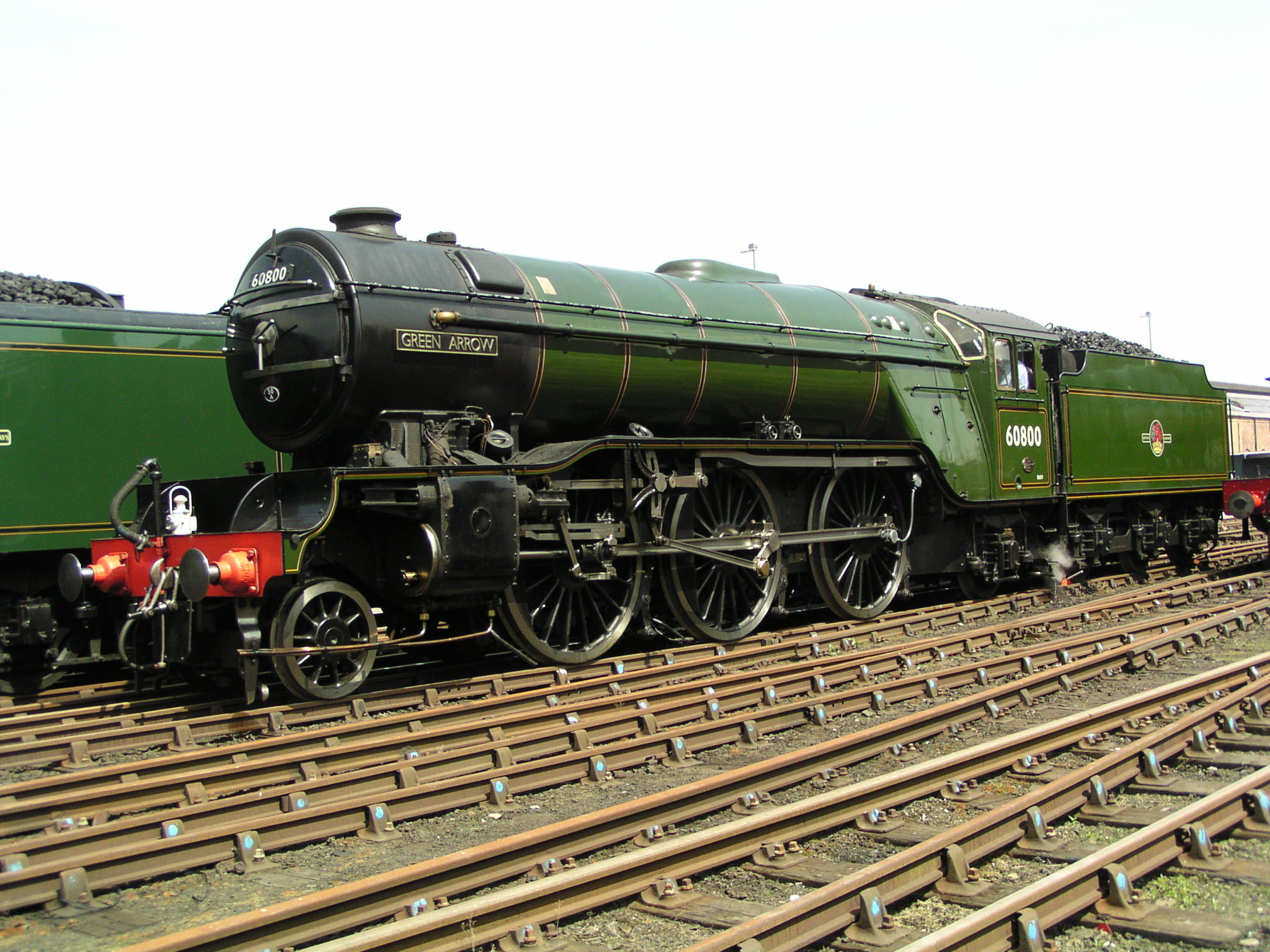
Green Arrow en los Talleres de Crewe en 2003.

Después de una serie de recorridos conmemorativos en ferrocarriles preservados, la locomotora se trasladó al Ferrocarril North Yorkshire Moors para la gala del FL&NE. Después del primer fin de semana de la gala, se descubrió que la caldera tenía dos tubos de sobrecalentamiento rotos. Las reparaciones temporales permitieron a la locomotora realizar una carrera final el segundo fin de semana antes de ser finalmente retirada. Después de esto, regresó a la Colección Nacional y permanece en exhibición estática en el Museo Nacional del Ferrocarril, en Shildon. En 2015 se anunció que la Green Arrow es una de las piezas propuestas para formar parte del museo ferroviario propuesto por el Gran Ferrocarril Central, ubicado en la estación de Leicester Norte.

## Ficción
La Green Arrow aparece en el libro de The Railway Series Thomas and the Great Railway Show, formando con el protagonista de la serie (la locomotora Thomas) un tren con doble tracción que se dirige a Scarborough. 

## Modelos

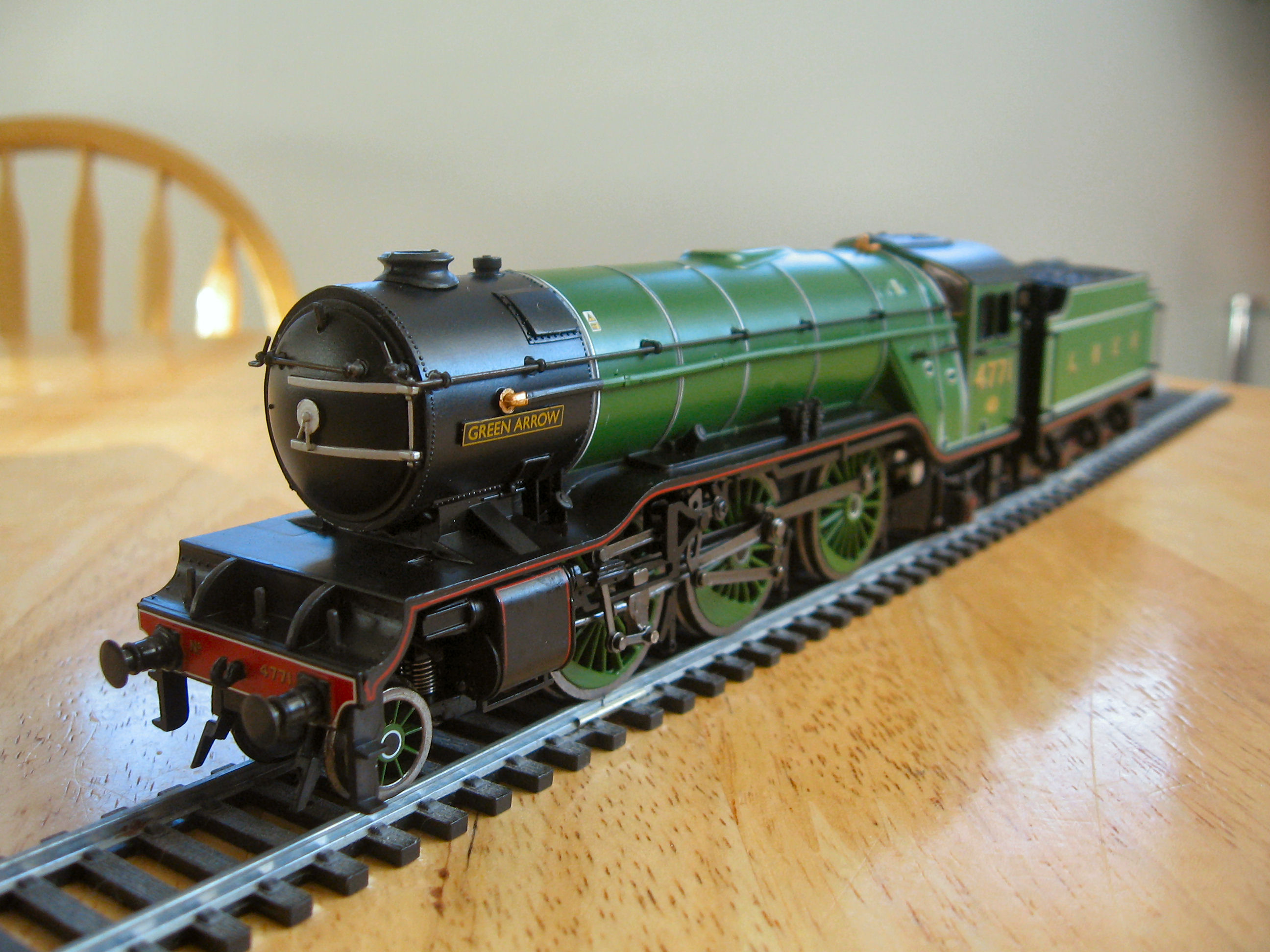
Modelo de Bachmann

Bachmann y Graham Farish producen modelos de la Green Arrow para la escala OO y la escala N respectivamente, como parte de la gama 2011.

## Lecturas relacionadas
- «The "Green Arrow" L.N.E.R. Three-cylinder 2-6-2 locomotive». The Engineer 161: 676. 26 de junio de 1936. Archivado desde el original el 8 de octubre de 2014.
- Rutherford, Michael; Blakemore, Michael (1997). Green Arrow and the LNER V2 Class. Penryn: Atlantic Transport Publishers. ISBN 0-906899-77-X.
- Smith, Ian R. (2005). Living with Green Arrow. York: Friends of the National Railway Museum. ISBN 0-9546685-4-5.
- Bellwood, F. J. (February 1982). «Green Arrow and the V2s». Steam World: 31-6.
- Leicester Museum's Four Locos. Leicester Museums. 1968.